# Systématique
Pour les articles homonymes, voir Systématique (homonymie).
Ne doit pas être confondu avec Systémique ou Biosystémique.
La systématique (spécifiquement : biosystématique ou systématique biologique) est une discipline des sciences naturelles et de l'histoire naturelle, qui a pour objet d'inventorier tous les organismes vivants, existants ou ayant existé. Pour cela, elle doit :
- en faire la description détaillée (anatomie, physiologie, écologie, distribution, etc.) ;
- les nommer sans ambiguïté, au moyen d'un binôme (ou trinôme) latin, en fonction des règles de nomenclature ;
- rassembler les espèces ayant des caractères en commun « à l'intérieur d'entités hiérarchisées prédéfinies » : genre, famille, ordre, classe, division, règne.  De tels groupes sont appelés taxons et la branche de la systématique qui s'occupe de donner ces noms est la taxinomie.

Il s'agit d'une véritable science à l'origine de la botanique, de la zoologie, de la mycologie. Elle est ouverte vers l'avenir, la tâche à accomplir restant immense, avec près d'un quart des espèces de phanérogames restant à découvrir, nommer, décrire, comprendre, et bien davantage encore d'insectes.
Depuis Carl von Linné (1707-1778), le naturaliste suédois fondateur de la systématique moderne, de nouvelles branches ont vu le jour, comme la phylogénie : étude des mécanismes de l'évolution, ou la biosystémique : amélioration, transformation et extension de l'aire des plantes cultivées, conservation de la biodiversité…

## Éléments de définition
La systématique (1° d'emblée, automatiquement, action de faire quelque chose déterminé à l'avance, 2° Science des classifications des êtres vivants) n'est pas synonyme de taxinomie (aussi appelée taxonomie), qui s'attache à décrire et définir les taxons, mais l'un de ses prolongements. 

La confusion entre les deux termes vient du fait que les taxinomistes ont de tout temps été également nommés systématiciens car, après avoir étudié et décrit des organismes, ils ont naturellement essayé de les classer à partir du bas niveau des espèces (alpha taxonomy ou « taxinomie primaire »). 
Dans la pratique, le terme « systématique » désigne aussi bien la méthode utilisée (on dira par exemple la « systématique phylogénétique ») que le résultat obtenu avec cette méthode (exemple : la « systématique des Agaricales »). 

Dans le sens concret de résultat, les deux sciences sont peu distinctes et souvent confondues, car pratiquées simultanément par les mêmes personnes ;

Ceux qui utilisent surtout le sens de méthode, les phylogénéticiens notamment, nomment souvent le résultat classification ou encore « taxinomie ».

## Historique
Les espèces animales et végétales ont été très tôt regroupées sur la base de rapprochements anatomiques et comportementaux ou selon les ou des milieux qu'elles habitent (aquatiques par exemple).
Après l'apparition du concept de l'évolution et de la disparition d'espèces ayant antérieurement existé, la classification tend à être présentée de manière heuristique et arborescente. Certains comme le zoologiste Paul Bert au XIXe siècle  utilisent aussi comme outil pédagogique la métaphore de l'adressage postal « en poupée russe » de type monde, continent, pays, ville, rue, maison...

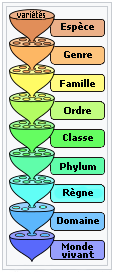
La classification classique du vivant classe les êtres vivants selon une hiérarchie de groupes de plus en plus vastes.

Au XXe siècle, Willi Hennig pose les fondements de la classification phylogénétique en développant le paradigme cladiste.

## Évolutions récentes
Les progrès de la génétique ont conduit à revoir le classement de certains taxons dans l'arbre phylogénétique du Vivant. Les approches systémiques et fonctionnelles de la biodiversité tendent à prendre de l'importance, mais la systématique reste fondamentale pour inventorier et pour évaluer l'évolution au sein du Vivant. Le développement de l'informatique a donné naissance à la bio-informatique, et permis un travail collaboratif (par exemple à l'origine du réseau Tela Botanica qui associe environ 28 000 botanistes francophones dans 35 pays (fin 2016). À titre d'exemple, un logiciel d'identification des plantes assistée par ordinateur (IDAO) permet à des non-spécialistes d'identifier plus rapidement une plante sans passer par une complexe clé de détermination hiérarchique, sur la base d'une méthode de type « portrait-robot » de plantes. Cela facilite l'identification des plantes par des « amateurs » (ou parataxonomistes). Il est aussi utilisé par le logiciel Pl@ntNet, développé conjointement par l'Université de Montpellier, l'INRIA, le CIRAD, l'INRA et Tela Botanica. De nombreuses études basées sur des protocoles de type « Sciences citoyennes » sont en développement dans le monde.